# Nicolae Densușianu

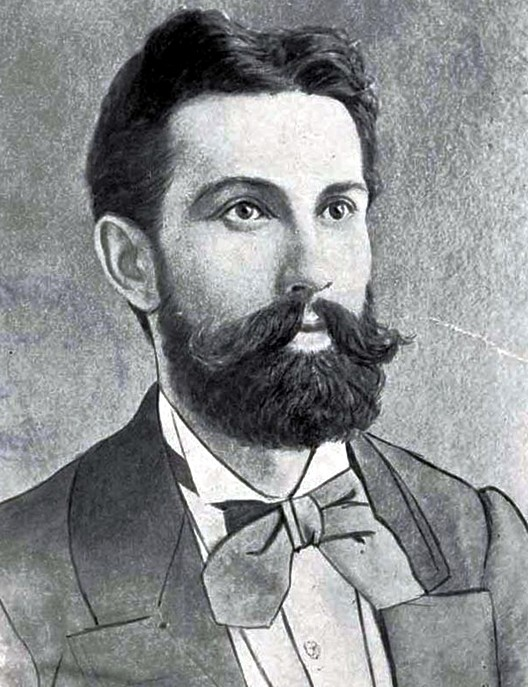
Nicolae Densușianu.

Nicolae Densușianu, född 18 april 1846 i Densuş, Hunedoara i Österrike-Ungern, död 24 mars 1911 i Bukarest i Rumänien, var en rumänsk historiker. Han var farbror till Ovid Densușianu.
Densușianu studerade juridik och kom 1877 till Bukarest. Han utvecklade en produktiv författarverksamhet på den rumänska historiens område, stödd på forskning under vidsträckta resor, och utgav delvis den stora källpublikationen Documente privitóre la istoria Românilor (1887 ff.).